# Otzberg
Otzberg er en kommune i Kreis Darmstadt-Dieburg med venskabsbyerne
- Lencloître, Département Vienne, Frankrig, siden 1983
- Langenweißbach, Landkreis Zwickau, Tyskland, siden 1990

## Kommunalvalg 2011
| Parti                                      | Procent |
| ------------------------------------------ | ------- |
| CDU                                        | 42,7    |
| SPD                                        | 32,9    |
| Grünen Alternativen Liste Otzberger Bürger | 12,4    |
| Wählergemeinschaft Otzberg                 | 12,0    |